# Empis anthophila
Empis anthophila är en tvåvingeart som beskrevs av Axel Leonard Melander 1946. Empis anthophila ingår i släktet Empis och familjen dansflugor.
Artens utbredningsområde är Texas. Inga underarter finns listade i Catalogue of Life.